# Daffy's Rhapsody
Daffy's Rhapsody est un cartoon, réalisé par Matthew O'Callaghan et sorti en 2012, qui met en scène Daffy Duck et Elmer Fudd.